# Нґагі Ванпо
Нґагі Ванпо (тиб. ངག་གི་དབང་པོ; 1439— 8 липня 1491) — 9-й десі (регент-володар) Тибету в 1481—1491 роках.

## Життєпис
Належав до династії Пагмодрупа. Син десі Дракпи Джунне й представниці роду Харпа. Народився 1439 року. Його батько помер 1445 року. Мав чернече виховання. 1454 року став данса (настоятелем-правителем) монастиря Тель. 1459 року під тиском стрийка — десі Кюнга Лекпа — поступився йому посадою данси Теля. 1476 року стає настоятелем монастиря Цетханг.
1481 року після повалення знаттю Кюнга Лекпи обирається новим володарем Тибету, отримавши титул гонгма («вищий», на кшталт царя). Перед інтронізацією відмовився від чернечих обітниць. Невдовзі одружився з Дзонкаммі.
Втім конфлікт з Донйо Дордже, цонзпеном Рінпунпа і фактичним правителем Цангу, тривав. 1485 року той напав на князівство Г'яндзе, що перебувало під зверхністю десі. Боротьба тривала до 1488 року, коли Нґагі Ванпо зазнав поразки. Це суттєво підірвало його авторитет. До своєї смерті 1491 році втратив будь-яку владу над Центральним Тибетом, окрім власних володінь і невеличкої області навколо Лхаси. Йому повинен був спадкувати син Нгаван Таші Дракпа. Втім фактичну владу перебрав представник роду Рінпунпа — Цок'є Дордже.